# ناوشکن کلاس سانفیش
دیسترویر کلاس سانفیش (به انگلیسی: Sunfish-class destroyer) یک کلاس از کشتی است.